# Battaglia del Lys (1940)
La battaglia del Lys, combattuta nel maggio 1940, è un episodio dell'offensiva della Germania nelle Fiandre durante la seconda guerra mondiale e prende il nome dal fiume Lys (nel Belgio del Nord) nei pressi del quale si sono svolti i combattimenti.

## La battaglia
Il 10 marzo 1940, all'inizio di quella che sarebbe diventata la campagna di Francia, l'esercito tedesco invase il Belgio attraversando il fiume Mosa all'altezza di Sedan e impadronendosi rapidamente del Forte Eben-Emael, ritenuto inespugnabile.
A seguito di questa rapida ed efficace offensiva tedesca, l'esercito belga fu costretto a ripiegare sulla linea Anversa-Wavre e poi più a sud lungo la Schelda e infine sul fiume Lys.
L'inarrestabile avanzata tedesca e la mancata assistenza delle forze britanniche (che si ritirarono verso Dunkerque) spinse il re Leopoldo III del Belgio a capitolare.